# Premios Arpa
Les Premios Arpa sont une cérémonie de récompense musicale de l’Academia Nacional de la Música y las Artes Cristianas (ANMAC) pour souligner le travail des artistes de musique chrétienne contemporaine, principalement de langue espagnole (hispanophone). Les prix sont remis chaque année durant une cérémonie officielle, qui a généralement lieu à Mexico, au Mexique. L’ANMAC compte des bureaux au Mexique et aux États-Unis.  Les gagnants reçoivent un Premio Arpa, une statue en forme de harpe.

## Histoire
L'Academia Nacional de la Música y Artes Cristianas -ANMAC- (l'Académie Nationale de Musique et des Arts Chrétiens) établit les Premios Arpa en 2002 à Mexico, au Mexique. En 2003, l'ANMAC a célébré la première cérémonie de son histoire à Mexico.  Le 23 octobre 2009, les Premios Arpa célèbrent une septième édition à l'Auditorium National de Mexico,.  Le 21 mai 2011, les Premios Arpa se déplacent pour la première fois hors du Mexique et se tiennent au MACC Center de Miami, États-Unis .

## Catégories
Les Premios Arpa comptent 20 catégories .
- Album d'auteur-compositeur
- Album de groupe
- Album Rock
- Album Live rock
- Album de l'année
- Album Live
- Album indépendant
- Album pour enfants
- Album Vocal Féminin
- Album Vocal Masculin
- Album régional / tropicale
- Album Urban / Alternatif
- Album Classique / Instrumental / Chorale
- Chanson de l'année
- Chanson, participation spéciale
- Compositeur de l'année
- Conception de la couverture
- Lancement de l’année solo/groupe
- Prix spécial de l’Académie
- Producteur de l'année
- Vidéo musicale